# 香港小姐寫真
《香港小姐寫真》（英語：Private Life aka Miss Hong Kong），是一部1987年上映的香港時裝電影，由蕭嘉榮執導，王祖賢、鄧光榮（兼任監製）等主演。本片以「香港小姐競選」冠軍充當上流社會的應召女郎、第三者為題材，上映時備受爭議。

## 故事大綱
香港小姐冠軍李倩蓓Sam（王祖賢飾）當選後一面從事演藝界一面充當外地富豪的應召女郎賺取外快。一次在新加坡接客後，她偶遇公幹的香港富商梁子維Geroge（鄧光榮飾）。Geroge依靠岳父發跡，其妻Joyce（甄妮飾）橫蠻霸道，婚姻生活不愉快。Sam與Geroge真心相戀，開始偷情。Joyce得知後進行施壓，Sam為了Geroge的前途，故意透露自己應召之事，以圖分手，但Geroge仍對她無法忘懷。其後Sam成為一宗富豪被殺案的最大嫌疑人，應召之事亦被傳媒公開。當晚與Sam在海灘幽會的Geroge成為証其清白的關鍵証人，Geroge不顧一切後果毅然出庭作供。

## 演員表
| 演員   | 角色     | 備註 |
| ------ | -------- | --- |
| 王祖賢 | 李倩蓓   | 英文名Sam。第86屆香港小姐競選（86th Miss Hong Kong Pageant）冠軍。出身基層，家中經濟支柱。 註：現實中的1986年度香港小姐競選冠軍李美珊（Lee Mae Sann, Robin）與此角色的外表、學歷(碩士生)及際遇完全不同。 |
| 鄧光榮 | 梁子維   | 英文名Geroge。在岳父公司擔任高層的富商，並成功當選市政局議員。婚姻生活不愉快。不喜歡召妓行為，認為好像「做狗」一樣。                                                                                     |
| 甄妮   | 梁太     | 英文名Joyce。梁子維之妻，富家女，霸道惡妻。 註：鄧光榮與甄妮於同年七月上映的《江湖龍虎鬥》中飾演情侶。                                                                                                   |
| 施露華 | Ricky    | 模特兒公司高層、淫媒。表面上是為李倩蓓着想的好友，實際上事事以自己利益為先。 |
| 盧遠   | 周生     | 本地富商，利用債項要脅Ricky遊說李倩蓓破例接待自己。其被殺後，李倩蓓成為疑犯。 |
| 陳欣健 | 控方律師 | 李倩蓓涉嫌謀殺富商一案的控方律師。 |
| 鮑漢琳 |          | 梁子維之岳父。 |
| 田青   |          | 李倩蓓之父。 |
| 丁櫻   |          | 李倩蓓之母，性格貪慕虛榮。 |
| 詹秉熙 |          | 李倩蓓之弟，知道家姐出賣肉體後接受不了，怒摑她而去。 |
| 曹查理 |          | 梁子維的上流社會朋友之一。 |
| 蔡凱麟 |          | Ricky旗下的模特兒，梁子維的朋友們找來的應召女郎之一。 |
| 林其欣 |          | Ricky旗下的模特兒，梁子維的朋友們找來的應召女郎之一。 |
| 韓馬利 | Mary     | 闊太，Joyce的朋友之一。 |
| 梁韻蕊 | 梁韻蕊   | 飾演本人。上屆香港小姐冠軍，頒獎予本屆冠軍李倩蓓。 演員現實中為1982年度香港小姐競選冠軍。 |

## 爭議
本片是擅長江湖英雄片的大榮公司「力圖創新，闖出新路的作品」。以「香港小姐競選」冠軍充當上流社會的應召女郎、第三者為題材，以「大爆內幕」作為噱頭，而上映檔期正值1987年度香港小姐競選期間，片中的選美名稱與現實中的「香港小姐競選」完全相同，頒獎禮的背景音樂旋律亦極為相似，並請來現實中的1982年度香港小姐冠軍梁韻蕊飾演上屆冠軍頒獎與予本片女主角，因而備受爭議。舉辦「香港小姐競選」的無綫電視拒絕播放本片的廣告，本片製作人鄧光榮及蕭嘉榮表示不滿。鄧光榮曾打算向無綫電視法律追究因宣傳減少所造成的損失。蕭嘉榮認為「港姐」並非無綫電視「專有的」，電視劇集亦常有女明星結交有錢公子賺錢橋段。潘冰嫦於專欄中發表過與蕭嘉榮類似看法，她又認為無綫電視違約拒播廣告反而令本片更受注目。
1987年度香港小姐冠軍楊寶玲參選期間曾表示不擔心本片會影響形象，季軍林穎嫺則表示影射成份「容易令人相信片中內容」。
本片當時有的一款海报因裸露臀部被電檢處禁止發布。
本片預告片的虛構聲明是「本片故事 全屬虛構 如有雷同 實屬不幸」，不同於一般的「實屬巧合」。

## 製作
嘉禾亦有參與製作。
本片於新加坡拍攝外景，包括新加坡香格里拉大酒店。

## 發行
本片於1987年8月8日開始在午夜場上映，其後於1987年8月13日至20日上映共八天，票房接近港幣370萬元，上映院線為德寶及嘉樂B線。

## 音樂
主題曲：《多愛你一陣》 主唱：甄妮 作曲：蔣三省 作詞：盧永強

## 評價
香港電影研究者余慕雲認為本片情節仿如外國電影《茶花女》和《午夜情》的混合體。他又認為香港小姐應召之傳聞絕少發生在三甲佳麗身上，她們名利雙收機會不少，犯不着以這種可恥勾當賺錢。

## 備註
1. ↑  按片頭頒獎片段的佈景板。
2. 1 2 3 4 5 6 7 8  按片尾名單。

## 外部連結
- 香港影庫上《香港小姐寫真》的資料（繁體中文）
- 互联网电影数据库（IMDb）上《香港小姐寫真》的资料（英文）
- 豆瓣电影上《香港小姐寫真》的資料 （简体中文）